# ファイナルファンタジー レジェンズ 時空ノ水晶
『ファイナルファンタジー レジェンズ  時空ノ水晶』（ファイナルファンタジー レジェンズ ときのすいしょう、FINAL FANTASY LEGENDS 時空ノ水晶）は、スクウェア・エニックスより配信されていたスマートフォン用ゲームアプリ。
リニューアル版である『ファイナルファンタジー レジェンズII』（FINAL FANTASY LEGENDS II、略称: FFL2、FFレジェンズ2など）、および有料オフライン版『ファイナルファンタジー レジェンズII 時空ノ水晶』（英語版は "Final Fantasy Dimensions II " ）についても本項で取り扱う。

## 概要

### 基本プレイ無料版
2015年2月12日に『ファイナルファンタジー レジェンズ  時空ノ水晶』としてサービス開始。基本プレイ無料（アイテム課金制）。
2010年に携帯アプリで展開されたファイナルファンタジーシリーズの外伝タイトル『ファイナルファンタジー レジェンズ 光と闇の戦士』の系譜となる作品。
時田貴司・水田直志・マトリックスといったスタッフィングや、章分けされた連作方式のシナリオ・過去のFFシリーズのセルフオマージュ要素などといったテイストは『光と闇の戦士』から受け継ぎつつ世界観は本作独自のものに一新されており、プレイ形態においても基本無料のソーシャルゲームのスタイルを採用している。
2016年11月10日に大型アップデートを実施、『ファイナルファンタジー レジェンズII』としてリニューアルされた。
2017年10月31日をもってオンラインによるサービスの終了とデータ落とし切り・追加課金要素なしの有料ダウンロード版への移行を発表。

### 有料オフライン版
2017年11月1日より『ファイナルファンタジー レジェンズII 時空ノ水晶』のタイトルで有料オフライン版の配信が開始された。合わせて、英語版も "Final Fantasy Dimensions II" として配信開始された。

## 登場人物

### パーティーキャラクター
トゥモロ
主人公。
エモ
声 - 近藤玲奈（『ヴァルキリーアナトミア -ジ・オリジン-』コラボレーションイベント）
未来から来た記憶喪失の女の子。
リーグ
ウェスタ出身の冒険家。
パライ
ドワーフの父と人間の母の間に生まれたハーフの男性。
マイナ
ニンジャの末裔。
アンジュ
エルフの国エルヘイムの王女。
不死王
不老不死の研究をしている。
タツノコ
生まれたばかりの幻獣神。

### サブキャラクター
ガド
トゥモロの祖父。
クロノス
時の狭間のクリスタルに幽閉されている少女。
カイロス
クロノスの双子の兄。クロノスと共に時魔法の研究をしていた。
ミスト
神獣界エウレカの祈り子。
フェイク
容姿がトゥモロに瓜二つの謎の男。

## スタッフ
- 時田貴司 ジェネラルディレクター
- 湖山優 ディレクター
- 小林和広  レベルデザイナー
- 水田直志 サウンドコンポーザー

## 主題歌
「Timeless Tomorrow」
歌：Lia

## 備考
時田はかつて開発中止になった「クロノシリーズ」の新作『クロノ・ブレイク』のアイデアが本作に受け継がれていると明かしている。中でも「エモのキャラ設定」「キャラクター3人の序盤の関係性」は『クロノ・ブレイク』のオリジナルコンセプトをベースにして、このタイトル向けにリワークしたものとしている。